# Kyrdżali (gmina)
Kyrdżali (bułg. Община Кърджали) – gmina w południowej Bułgarii, w obwodzie Kyrdżali.
Według spisu z 2011 roku gmina liczyła 67460 mieszkańców, z czego 33 276 (49,33 %) stanowili Turcy, 24 285 (36 %) Bułgarzy, 1013 (1,5 %) Cyganie, 225 (0,33 %) inni, 1155 (1,71 %) nie podało odpowiedzi, zaś 7506 (11,13 %) nie odpowiedziało na pytanie o narodowość.

## Miejscowości
Miejscowości wchodzące w skład gminy Kyrdżali:
- Ajrowo (bułg.: Aйрово),
- Bagra (bułg.: Багра),
- Basztino (bułg.: Бащино),
- Beli płast (bułg.: Бели пласт),
- Bjała polana (bułg.: Бяла поляна),
- Bjałka (bułg.: Бялка),
- Blenika (bułg.: Бленика),
- Bojno (bułg.: Бойно),
- Bolarci (bułg.: Болярци),
- Bożak (bułg.: Божак),
- Brosz (bułg.: Брош),
- Carewec (bułg.: Царевец),
- Chodżowci (bułg.: Ходжовци),
- Czeganci (bułg.: Чеганци),
- Czereszica (bułg.: Черешица),
- Czerna skała (bułg.: Черна скала),
- Czernjowci (bułg.: Черньовци),
- Cziflik (bułg.: Чифлик),
- Czilik(inne języki) (bułg.: Чилик),
- Dobrinowo (bułg.: Добриново),
- Doliszte (bułg.: Долище),
- Dołna krepost (bułg.: Долна крепост),
- Dyngowo (bułg.: Дънгово),
- Dyżdino (bułg.: Дъждино),
- Dyżdownica (bułg.: Дъждовница),
- Enczec (bułg.: Енчец),
- Gławatarci (bułg.: Главатарци),
- Głuchar (bułg.: Глухар),
- Gnjazdowo (bułg.: Гняздово),
- Golama bara (bułg.: Голяма бара),
- Gorna krepost (bułg.: Горна крепост),
- Gyskowo (bułg.: Гъсково),
- Iwanci (bułg.: Иванци),
- Ilinica (bułg.: Илиница),
- Jarebica (bułg.: Яребица),
- Jastreb (bułg.: Ястреб),
- Kalinka (bułg.: Калинка),
- Kałojanci (bułg.: Калоянци),
- Kamenarci (bułg.: Каменарци),
- Kjosewo (bułg.: Кьосево),
- Kobilane (bułg.: Кобиляне),
- Kokicze (bułg.: Кокиче),
- Kokoszane (bułg.: Кокошане),
- Konewo (bułg.: Конево),
- Kostino (bułg.: Костино),
- Krajno seło (bułg.: Крайно село),
- Krin (bułg.: Крин),
- Kruszewska (bułg.: Крушевска),
- Kruszka (bułg.: Крушка),
- Kyrdżali (bułg.: Кърджали) – siedziba gminy,
- Lisicite (bułg.: Лисиците),
- Lulakowo (bułg.: Люляково),
- Ływowo (bułg.: Лъвово),
- Majstorowo (bułg.: Майсторово),
- Makedonci (bułg.: Македонци),
- Martino (bułg.: Мартино),
- Miładinowo (bułg.: Миладиново),
- Most (bułg.: Мост),
- Murgowo (bułg.: Мургово),
- Mydrec (bułg.: Мъдрец),
- Nenkowo (bułg.: Ненково),
- Newestino (bułg.: Невестино),
- Ochluwec (bułg.: Охлювец),
- Opyłczensko (bułg.: Опълченско),
- Oresznica (bułg.: Орешница),
- Ostrowica (bułg.: Островица),
- Panczewo (bułg.: Панчево),
- Penjowo (bułg.: Пеньово),
- Pepeliszte (bułg.: Пепелище),
- Perperek (bułg.: Перперек),
- Petlino (bułg.: Петлино),
- Powet (bułg.: Повет),
- Prilepci (bułg.: Прилепци),
- Propast (bułg.: Пропаст),
- Pydarci (bułg.: Пъдарци),
- Rani list (bułg.: Рани лист),
- Rezbarci (bułg.: Резбарци),
- Ridowo (bułg.: Ридово),
- Rudina (bułg.: Рудина),
- Sedłowina (bułg.: Седловина),
- Sestrinsko (bułg.: Сестринско),
- Sewdalina (bułg.: Севдалина),
- Sipej (bułg.: Сипей),
- Skaliszte (bułg.: Скалище),
- Skałna gława (bułg.: Скална глава),
- Skyrbino (bułg.: Скърбино),
- Sneżinka (bułg.: Снежинка),
- Sokolane (bułg.: Соколяне),
- Sokołsko (bułg.: Соколско),
- Soliszte (bułg.: Солище),
- Sredinka (bułg.: Срединка),
- Staro mjasto (bułg.: Старо място),
- Strażewci (bułg.: Стражевци),
- Strachił wojwoda (bułg.: Страхил войвода),
- Stremci (bułg.: Стремци),
- Stremowo (bułg.: Стремово),
- Swatbare (bułg.: Сватбаре),
- Sziroko pole (bułg.: Широко поле),
- Tatkowo (bułg.: Татково),
- Topołczane (bułg.: Тополчане),
- Tri mogili (bułg.: Три могили),
- Weleszani (bułg.: Велешани),
- Wisoka (bułg.: Висока),
- Wisoka polana (bułg.: Висока поляна),
- Wiszegrad (bułg.: Вишеград),
- Wołowarci (bułg.: Воловарци),
- Wyrbenci (bułg.: Върбенци),
- Zajczino (bułg.: Зайчино),
- Zelenikowo (bułg.: Зелениково),
- Zimzelen (bułg.: Зимзелен),
- Zornica (bułg.: Зорница),
- Zwezdelina (bułg.: Звезделина),
- Zwezden (bułg.: Звезден),
- Zwinica (bułg.: Звиница),
- Zwynika (bułg.: Звъника),
- Zwyncze (bułg.: Звънче),
- Żinzifowo (bułg.: Жинзифово),
- Żitarnik (bułg.: Житарник).